# Podgrad na Pohorju
Podgrad na Pohorju este o localitate din comuna Slovenska Bistrica, Slovenia, cu o populație de 74 de locuitori.